# Julian Kern
Pour les articles homonymes, voir Kern.
Julian Kern, né le 28 décembre 1989 à Breisach am Rhein, est un coureur cycliste allemand, passé par les équipes Seven Stones, Leopard-Trek Continental et AG2R La Mondiale.

## Biographie
En 2011, Julian Kern est champion d'Europe sur route espoirs.
En août 2012, il s'engage pour les saisons 2013 et 2014 avec la formation AG2R La Mondiale. Ses meilleurs résultats durant ces deux années sont la 19e place du Grand Prix de Francfort 2013, la 22e de l'Eneco Tour 2014, et la deuxième place du classement de la montagne du Tour de Bavière 2014. Non-conservé par son équipe à l'issue de la saison 2014, il arrête sa carrière.

## Palmarès
- 2009
  - 3e du championnat d'Allemagne sur route espoirs
- 2011
  -  Champion d'Europe sur route espoirs
- 2012
  - 3e étape de la Flèche du Sud
  - 2e de la Flèche du Sud
  - 2e du Tour du Loir-et-Cher
  - 3e du championnat d'Allemagne sur route